# Tofsibis
Tofsibis (Nipponia nippon) är en utrotningshotad asiatisk fågel i familjen ibisar inom ordningen pelikanfåglar.

## Utseende
Tofsibisen är en 56 lång distinkt fågel med buskig tofs i nacken med röda ben och röd bar hud i ansiktet. I häckningsdräkt är adulta fåglar grå på huvud, nacke, mantel och skapularer, utanför häckningstid vit.

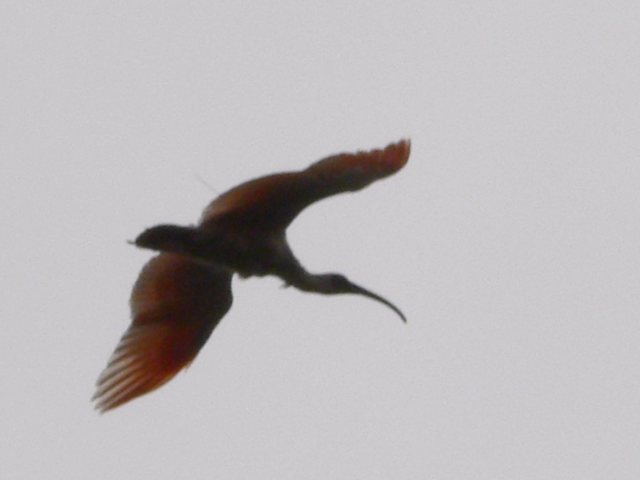
Flygande tofsibis.

## Utbredning och systematik
Tofsibisen är idag endemisk för Kina där det 2006 fanns några hundra fåglar i Shaanxi-provinsen. Den är regionalt utdöd i Ussuriland, Nord- och Sydkorea och i Japan. Fågeln placeras som enda art i släktet Nipponia. Den behandlas som monotypisk, det vill säga att den inte delas in i några underarter.

## Levnadssätt
Tofsibisen häckar mellan februari och juni mellan 470 och 1300 meters höjd i områden med en kombination av höga träd för häckning och vila och omgivande våtmarker och jordbruksbygd för födosök. Vintertid ses den mest under 700 meters höjd vid risfält, flodbankar och reservoarer, huvudsakligen nära människan som den verkar tolerera. Fågeln lever av krabbor, grodor, småfisk, flodlevande sniglar och skalbaggar. Den häckar i höga träd och lägger tre till fyra ägg som ruvas i cirka 28 dagar.

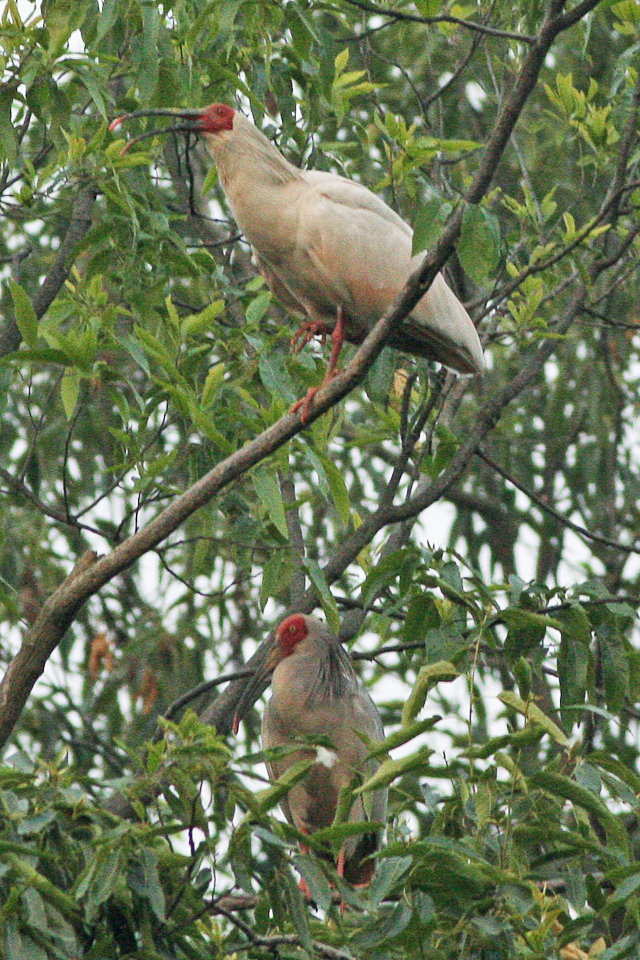

## Status och hot
Historiskt förekom tofsibisen i stora delar av Östasien, i både sydöstra Ryssland, Kina, Japan och på Koreahalvön. Den minskade dock kraftigt i antal i slutet av 1800-talet och början av 1900-talet på grund av jakt, skogavverkning i dess häckningsområden, omvandling av våtmarker och bekämpningsmedel. Dissektion av döda individer visade att svält var en påtaglig dödsorsak.
1981 återstod endast sju fåglar i det vilda, varav fyra adulta och tre ungar. Samma år fångades de fem sista japanska individerna för uppfödning i fångenskap, men detta projekt misslyckades. Den vilda populationen har dock ökat sedan dess och uppskattades 2006 till cirka 500 individer. Den har även återinförts på flera platser, dels
där den redan förekom, dels i Ningshan (Shaanxi). Återinförsel är även på gång i Japan och planeras i Sydkorea, i naturreservatet Dongzhai i kinesiska Henan samt på berget Emeishan i Sichuan. Eftersom beståndet ännu är litet och begränsat till ett litet område kategoriserar internationella naturvårdsunionen IUCN arten som starkt hotad.